# Andrei Walerjewitsch Wolkow
Andrei Walerjewitsch Wolkow (russ. Андрей Валерьевич Волков; * 22. Mai 1986 in Tschussowoi) ist ein russischer Freestyle-Skifahrer. Er ist auf die Buckelpisten-Disziplinen Moguls und Dual Moguls spezialisiert. Sein jüngerer Bruder Sergei betreibt dieselbe Sportart.

## Biografie
Wolkow nahm ab Februar 2003 im Europacup teil und erzielte im November desselben Jahres den ersten Podestplatz. Sein Debüt im Freestyle-Weltcup hatte er am 19. Dezember 2003 in Madonna di Campiglio, wo er im Moguls-Wettbewerb 57. wurde. Die ersten Weltcuppunkte gewann er am 16. Dezember 2004 mit Platz 14 in Tignes. Bei den Juniorenweltmeisterschaften 2006 gewann er sowohl im Moguls- als auch im Dual-Moguls-Wettbewerb die Goldmedaille, im Januar 2006 stieß er im Weltcup erstmals unter die besten zehn vor.
Im Winter 2006/07 siegte Wolkow zweimal im Europacup. Ein vierter Platz am 1. März 2008 in Mariánské Lázně blieb für fast Jahre sein bestes Weltcupergebnis. 2010 nahm er an den Olympischen Winterspielen teil. Fast die gesamte Saison 2010/11 musste er verletzungsbedingt pausieren. Nach einem etwas verhaltenen Saisonstart gelang ihm am 4. Februar 2012 mit Platz 3 im Dual-Moguls-Wettbewerb von Deer Valley die erste Weltcup-Podestplatzierung.

## Erfolge

### Olympische Spiele
- Vancouver 2010: 25. Moguls

### Weltmeisterschaften
- Ruka 2005: 51. Moguls
- Madonna di Campiglio 2007: 24. Moguls, 30. Dual Moguls
- Inawashiro 2009: 9. Dual Moguls, 14. Moguls

### Juniorenweltmeisterschaften
- Krasnoje Ozero 2006: 1. Moguls, 1. Dual Moguls

### Weltcup
- 10 Platzierungen unter den besten zehn, davon 1 Podestplatz

### Weitere Erfolge
- 5 Podestplätze im Europacup, davon 2 Siege